# 권주 종가 고문서
권주 종가 고문서(權柱 宗家 古文書)은 경상북도 안동시에 있는, 연산군 때의 학자인 화산 권주(1457∼1505)선생의 종손가에 대대로 전해오는 문서들이다. 1971년 8월 30일 대한민국의 보물 제549호로 지정되었다.

## 개요
권주 종가 고문서(權柱 宗家 古文書)는 연산군 때의 학자인 화산 권주(1457∼1505)선생의 종손가에 대대로 전해오는 문서들이다.
권주는 성종 때 문과에 합격하였고, 중국어를 잘하여 요동에 질정관으로 다녀오기도 하였다. 후에 도승지, 충청도관찰사를 거쳐 동지중추부사에 이르렀는데, 연산군 10년(1504)에 갑자사화에 연루되어 평해로 귀양한 뒤 극형을 당하였다. 중종반정이 있은 후 우참찬에 추증되면서 억울하게 되집어 쓴 누명을 벗게 되었다.
문서는 2건으로 하나는 「한성부황화방소재가대매매문서」이며, 다른 하나는 「재산양도문서」이다. 이 두 문서는 조선 전기의 경제 및 가족관계사를 연구하는데 중요한 자료로 평가된다.

## 참고 자료
- 권주 종가 고문서 - 국가유산청 국가유산포털